# James Kyson Lee

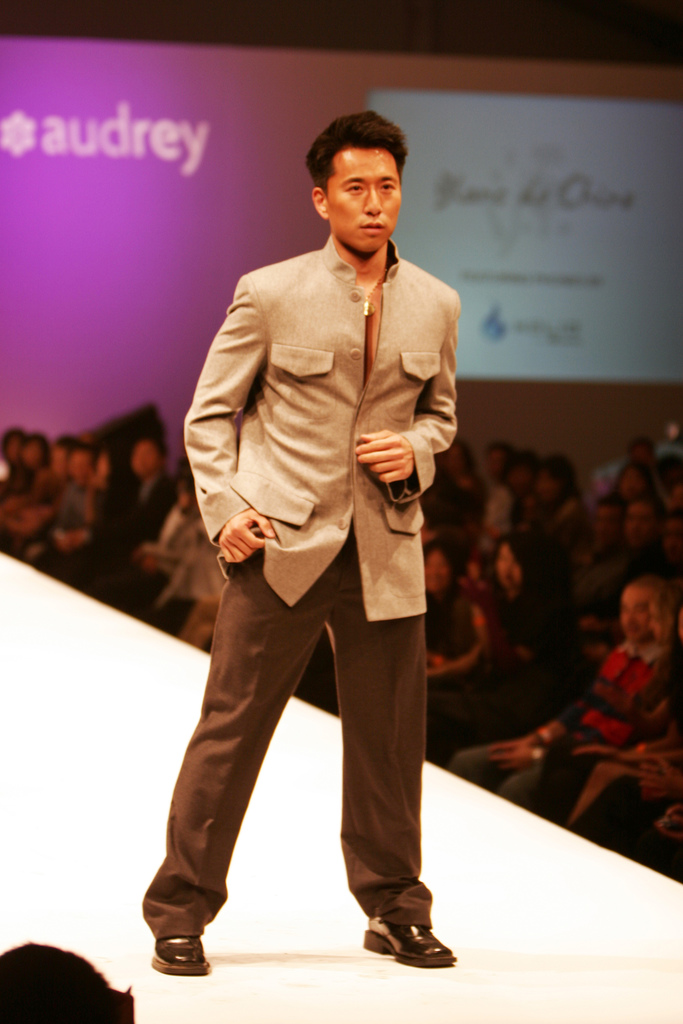
James Kyson Lee

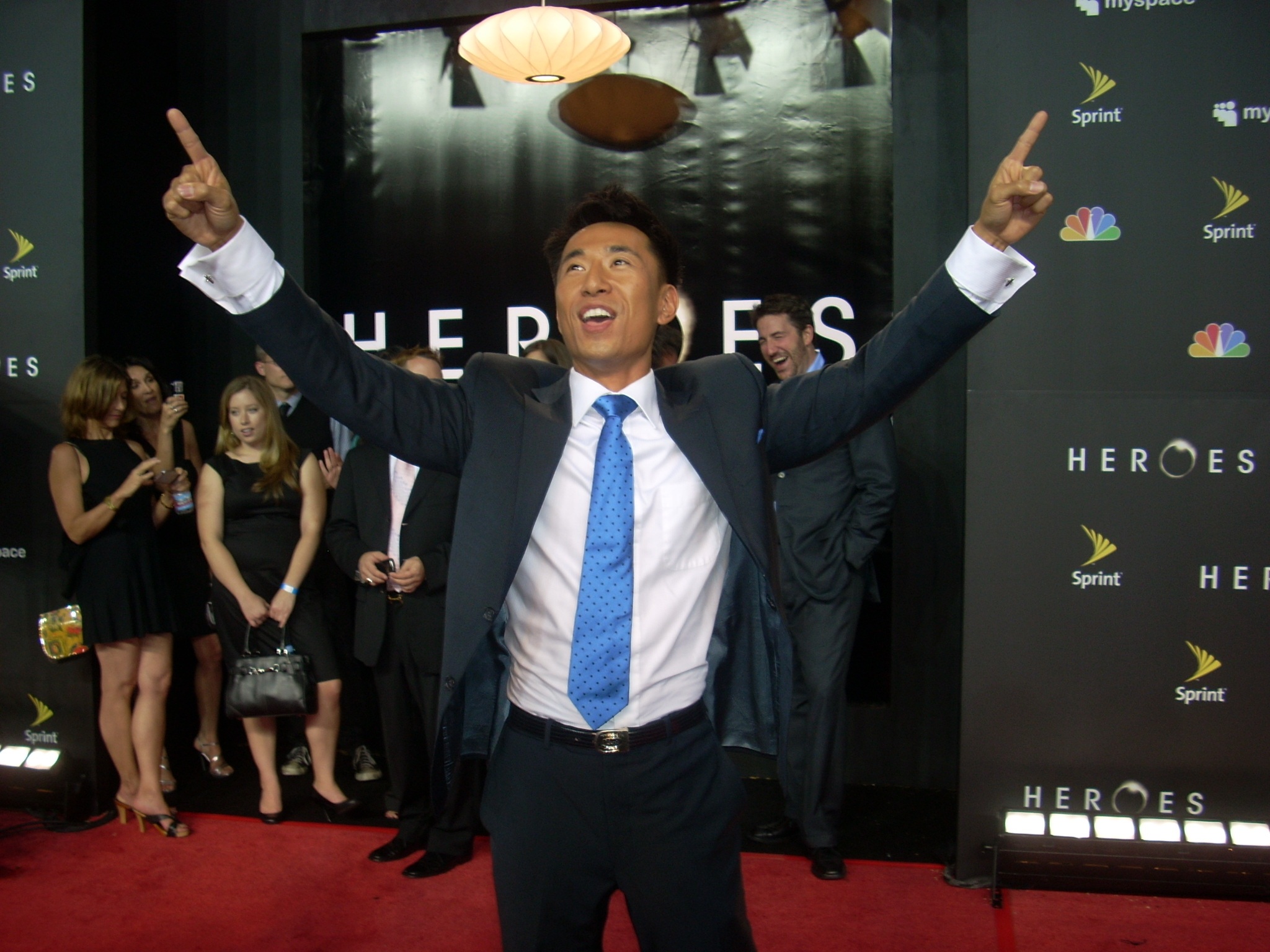
James Kyson Lee (2008)

James Kyson Lee (kor. 이재혁, Hanja 李諸赫), Lee Jae Hyeok; (* 13. Dezember 1975 in Seoul, Südkorea) ist ein US-amerikanischer Schauspieler und Model koreanischer Herkunft.

## Biografie
Im Alter von zehn Jahren reiste Lee mit seiner Familie nach New York City aus. Dort besuchte er die Bronx High School of Science und studierte Kommunikationswissenschaften an der Universität von Boston sowie am Privatinstitut von Brooklyn, dem New England Institute of Art. Im Alter von 25 Jahren zog Lee nach Los Angeles, um sich in Gesang, Tanz und der Schauspielerei ausbilden zu lassen. Im Anschluss wurde er für mehrere Gastrollen in TV-Produktionen engagiert, so unter anderem für die US-Fernsehserie JAG – Im Auftrag der Ehre und CSI: Den Tätern auf der Spur. 2006 startete in den USA die Fernsehserie Heroes auf dem Sender NBC, in der er die Rolle des Ando Masahashi übernahm. Seit 2007 wird die Serie auch in Deutschland ausgestrahlt.

## Filmografie
- 2004: Harlequin
- 2005: Chinese Beauty
- 2005: Snapdragon
- 2005: Bunny & Clydo
- 2006: Charmed (Staffel 1, Folge 9, Tatortfotograf)
- 2006: Big Dreams Little Tokyo
- 2006–2010: Heroes
- 2008: Shutter – Sie sehen dich
- 2009: White on Rice
- 2009: Necrosis
- 2009: Star Runners (Fernsehfilm)
- 2011: Hawaii Five-0
- 2011: Blood Snow